# Тиагу Масиел
Тиагу Масиел Сантьягу (порт.-браз. Thiago Maciel Santiago; род. 7 августа 1985, Сантана-ду-Ливраменту, Риу-Гранди-ду-Сул, Бразилия) — бразильский футболист.

## Карьера
Карьеру начинал в «Васко да Гама» со своим братом Игором, который старше его на год. В 2004 году был отдан в аренду в клуб «Олария». Летом 2005 года на права аренды перебрался в российскую «Аланию». В чемпионате России дебютировал 10 сентября 2005 года в домашнем матче 22-го тура против «Москвы», проведя на поле полный матч. В начале 2008 года он переехал в «Ипатингу». В 2008 году вернулся в Аланию, проведя за клуб полсезона в Первом дивизионе. В 2009 году участвовал в Лига Кариоке в составе клуба «Дуки-ди-Кашиас». Игрок прислонился «Гуарани» из Кампинаса и решил расторгнуть договор 13 июня 2011 года. В 2012 году подписал с контракт и выступал в Лиге Гаушу, играя за «Ипирангу» из Эрешина затем переведен в «Бонсусессо» из Рио-де-Жанейро в составе которого выступал в Трофее штата Рио. В 2013 году Тиагу подписал контракт с Гойтаказом. В ноябре 2013 года подписал контракт с «Эспортива» из Палмейра-дуз-Индиус, за который выступал в течение сезона 2014 года. В 2014 году Тиагу Масиел оставил футбол и стал таксистом в Рио-де-Жанейро.
Он вошёл в историю бразильского футбола как «соавтор» 1000-го гола Ромарио. Это случилось 21 мая 2007 года в матче клубов «Васко да Гама» и «Спорт Ресифи». Игрок получил мяч от Абеди и выполнил подачу в штрафную, мяч попал в руку защитника «Спорт Ресифи» Дурвала, после чего Ромарио на 48-й минуте реализовал пенальти.